# Rio di Valle Maggiore
Il rio di Valle Maggiore (o di Val Maggiore, o di Valmaggiore) è un torrente del Piemonte, tributario in destra idrografica del Po. Scorre nella parte settentrionale delle colline del Po.

## Percorso

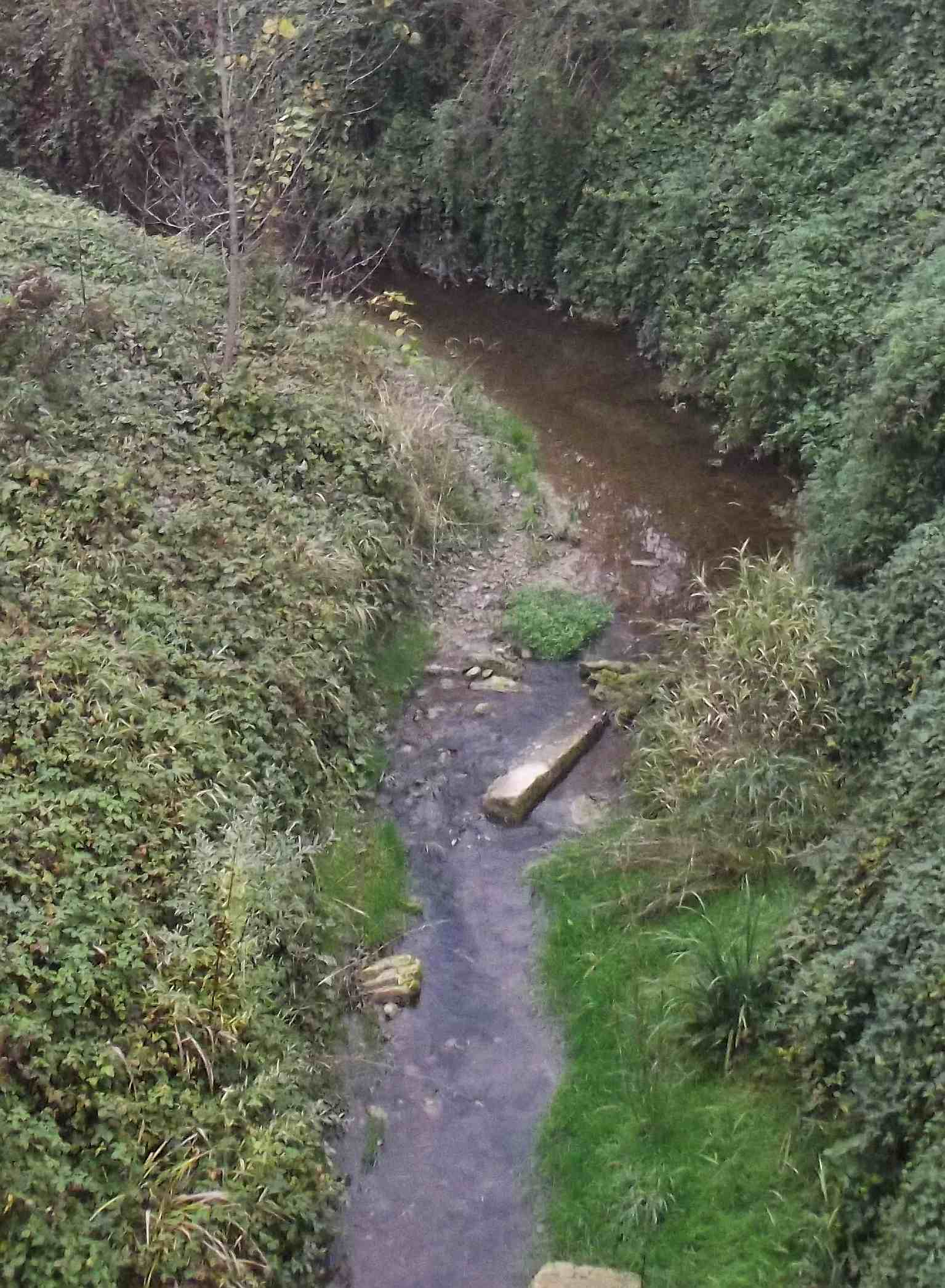
Il torrente prima della confluenza del rio Gianasso

Il torrente nasce presso il confine tra la provincia di Asti (a sud) e quella di Torino (a nord).
L'asta principale del corso d'acqua prende forma con la confluenza di alcuni piccoli rami sorgentizi che si originano attorno ai 400 metri s.l.m. nell'area collinare tra Casalborgone e Cinzano e scende all'interno di una valletta verso nord-ovest, orientamento che il torrente manterrà grosso modo fino alla propria confluenza in Po.
A valle della località la Borgiona il rio comincia a segnare il confine tra i comuni di Sciolze e di Rivalba, i cui centri sono collocati piuttosto in alto rispetto al fondovalle. Lambisce poi ad est il centro storico di Gassino e, dopo essere stato scavalcato dalla ex ss 590 e dal canale Cimena, si getta infine nel Po ad una quota di 191 m s.l.m.

## Principali affluenti
Gli affluenti del rio di Valle Maggiore sono tutti di modesto sviluppo in lunghezza. Tra loro possono essere ricordati:
- in destra idrografica:
  - rio di Valle Orperio, che scorre ad est di Rivalba;
- in sinistra idrografica:
  - rio Prissolo, che da Sciolze confluisce nel rio di Valle Maggiore presso la località Prissolo,
  - rio Gianasso, che scendendo da Bardassano bagna la val Palera e confluisce nel rio di Valle Maggiore presso il Molino della Torre,
  - rio Riossolo, che dal bric Porassa (475 m) raggiunge il rio di Valmaggiore presso il cimitero di Gassino.

## Idrologia
Corso d'acqua dalla portata modesta e che drena un bacino posto a bassa quota, il rio di Valle Maggiore ha un regime esclusivamente pluviale. Ciononostante in occasione di forti precipitazioni il torrente può esondare, minacciando in particolare il centro abitato di Gassino.

## Storia
Fino alla prima metà del XX secolo l'acqua del rio di Val Maggiore veniva utilizzata per la produzione di forza motrice, ad esempio dalla ditta De Filippi nel territorio dell'ex-comune di Bussolino.